# Almogàver
Con il termine catalano di Almogàver (aragonese: Almogávar, spagnolo: Almogávar, dall'arabo: al-mughāwir, cioè "incursore") si indica un gruppo di soldati della Corona d'Aragona, famosi durante la reconquista cristiana della Penisola iberica. In italiano furono variamente chiamati come almogaveri, almogavari, mugaveri, mogaveri o almogravi.

## Organizzazione
Furono utilizzati come mercenari in Italia, nel'Impero latino e nel Levante durante il XIII e il XIV secolo. L'origine del termine almogàver (o almogávar) sembra derivare dall'arabo al-mughāwir ("incursore").
Gli almogàver provenivano in origine dai Pirenei, e furono negli ultimi periodi reclutati prevalentemente in Navarra, Aragona e Catalogna. Fanti leggeri senza corazza, ma ricoperti con cuoio, indossavano corte braghe (abarcas), ed erano armati in modo simile ai legionari romani: due pesanti giavellotti, o assegai (atzagaia in catalano) ed una spada corta.
Erano soldati di professione, e servirono regni, la Chiesa cattolica, nobili o anche città in cambio del soldo; in alcune occasioni furono assoldati dall'Impero bizantino.

## Storia
Quando Pietro III d'Aragona mosse guerra a Carlo I d'Angiò dopo il Vespri siciliani del 30 marzo 1282 per ottenere il possesso di Napoli e della Sicilia, gli almogàver formarono l'elemento più efficace del suo esercito. La loro disciplina e ferocia, la forza con cui lanciavano i loro giavellotti e la loro attività li rese formidabili contro la cavalleria pesante dell'esercito angioino. Combattevano contro la cavalleria attaccando prima i cavalli invece dei cavalieri. Una volta che il cavaliere era a terra, era una facile vittima per gli almogàver.
Quando la pace di Caltabellotta nel 1302 pose termine alla guerra nell'Italia meridionale, gli almogàver, sotto la guida di Ruggero da Fiore, un ex-templare, formarono la Compagnia Catalana che si pose al servizio dell'imperatore bizantino, Andronico II Paleologo, per combattere contro gli Ottomani. Sia il re d'Aragona che quello di Sicilia accettarono l'idea, dato che la pace era stata raggiunta ed era un'alternativa praticabile all'avere gli almogàver in armi senza essere impiegati nei loro regni.
La loro campagna in Asia Minore durante il 1303 e il 1304 ebbe come risultato una serie di vittorie militari, ma quando insistettero per ricevere il pagamento concordato, l'imperatore si rifiutò. Di conseguenza gli almogàver si diedero ad episodi di violenza, rendendo la loro presenza intollerabile per la popolazione bizantina. Ruggero da Fiore ed il suo luogotenente furono assassinati per ordine dell'imperatore nel 1305 mentre era in corso la discussione sui termini del loro compenso, presumibilmente su istigazione dei mercanti genovesi, che cospiravano per mantenere la loro posizione d'influenza e di potere e nel contempo estromettere i Catalani dal giro. Questo tradimento ebbe come conseguenza una serie di devastazioni fatte dagli almogàver nei dintorni di Costantinopoli.
In seguito marciarono contro il duca di Atene, che apparteneva alla famiglia francese dei conti di Brienne. Il duca Gualtiero V di Brienne fu sconfitto e catturato dagli almogàver con tutti i suoi cavalieri nella battaglia del Cefiso, in Beozia nel marzo 1311. Allora divisero le mogli ed i possedimenti dei francesi a gruppi ed elessero un principe della casa d'Aragona che li governasse.
L'installazione di una dinastia aragonese sul ducato di Atene segnò il culmine della potenza raggiunta dagli almogàver. Anche se in seguito il ducato cadde sotto l'Impero ottomano, tuttora il re di Spagna mantiene il titolo di duca di Atene e Neopatria'.
Il nome di almogàver fu ripristinato per un breve periodo nella prima guerra carlista, la guerra civile che scoppiò durante il regno di Ferdinando VII di Spagna.
La brigada-paracaidista dell'attuale esercito spagnolo è denominata Brigada de Infantería Ligera Paracaidista Almogávares VI.

## Coro dels almugavers
Aur! Aur! Desperta ferro!
Deus aia!
...
Veyentnos sols venir, los pobles ja flamejen:
veyentnos sols passar, son bech los corbs netejen.
La guerra y lo saqueig, no hi ha mellors plahers.
Avant, almugavers! Que avisin als fossers!
La veu del somatent nos crida ja a la guerra.
Fadigues, plujes, neus, calors resistirem,
y si'ns abat la sòn, pendrèra per llit la terra,
y si'ns rendeix la fam carn crua menjarem!
Desperta ferro! Avant! Depressa com lo llamp
cayèm sobre son camp!
Almugavers, avant! Anem allí a fer carn!
Les feres tenen fam!